# La Mora, Delstaten Mexiko
La Mora är en ort i Mexiko.   Den ligger i kommunen Zacualpan och delstaten Mexiko, i den södra delen av landet, 120 km sydväst om huvudstaden Mexico City. La Mora ligger 1 762 meter över havet och antalet invånare är 174.
Terrängen runt La Mora är huvudsakligen kuperad, men norrut är den bergig. Terrängen runt La Mora sluttar brant västerut. Runt La Mora är det ganska tätbefolkat, med 58 invånare per kvadratkilometer. Närmaste större samhälle är Zacualpan, 11,3 km nordost om La Mora. I omgivningarna runt La Mora växer huvudsakligen savannskog.